# Cape Cod Frenzy
I Cape Cod Frenzy sono stati una franchigia di pallacanestro della ABA 2000, con sede a Cape Cod, Massachusetts. Nacquero nel 2004, a Boston come Boston Frenzy. Dopo due stagioni si trasferirono a Cape Cod prima del campionato 2006-07.
Scomparvero al termine della stagione.

## Stagioni
| Stagione | Lega     | Denominazione   | V  | P  | %    | Piazzamento | Play-off        |
| -------- | -------- | --------------- | -- | -- | ---- | ----------- | --------------- |
| 2004-05  | ABA 2000 | Boston Frenzy   | 5  | 15 | 25,0 | 9º          | -               |
| 2005-06  | ABA 2000 | Boston Frenzy   | 2  | 20 | 9,1  | 5º          | Wild card round |
| 2006-07  | ABA 2000 | Cape Cod Frenzy | 10 | 18 | 35,7 | 5º          | -               |